# Libyogomphus christinae
Libyogomphus christinae – gatunek ważki z rodziny gadziogłówkowatych (Gomphidae). Występuje w Afryce Zachodniej; stwierdzony w Gwinei, Liberii, Sierra Leone i Togo.